# Ryan Adams

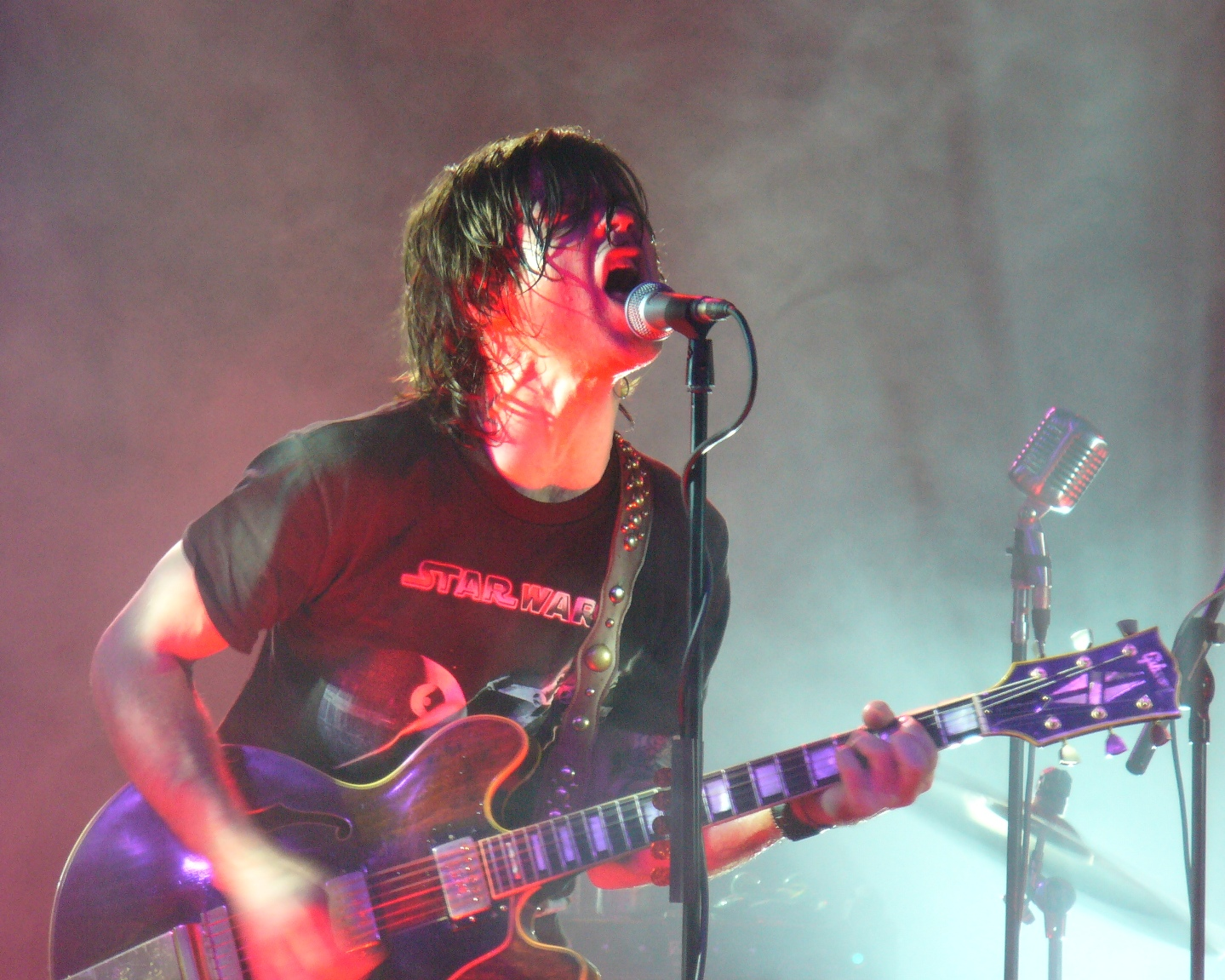
Ryan Adams live (2006)

David Ryan Adams (* 5. November 1974 in Jacksonville, North Carolina) ist ein US-amerikanischer Singer-Songwriter. Er variiert im Stil zwischen Rock, Country und Folk, wird aber häufig dem Alternative Country zugeordnet.

## Karriere

### Anfänge
Nach wenig erfolgreichen Versuchen als Maler und Autor dramatischer Stücke verschrieb sich Adams ganz der Musik. Seine Karriere begann er als Frontmann und Sänger der Band Whiskeytown. Vorher spielte er bei der Band The Patty Duke Syndrome. Nach der Whiskeytown-Zeit startete er eine überraschend erfolgreiche Solokarriere. Nach dem kommerziellen Erfolg des auf dem Independent-Label Bloodshot erschienenen Albums Heartbreaker nahm ihn ein auf Alternative Country spezialisiertes Unterlabel des Majors Universal namens Lost Highway unter Vertrag.

### Beginn des Soloerfolgs
Dort veröffentlichte er 2001 das Album Gold. Dies wurde weltweit gefeiert, sowohl von Kritikern als auch von vielen Musiker-Kollegen. Zugleich verkaufte sich das Album außerordentlich gut, was ein wachsendes Interesse an Adams auslöste. Jedoch war der Verkaufserfolg nicht ohne Opfer: Gold entstand unter dem Druck des neuen Labels, erfolgreich zu werden, was es auch musikalisch kommerziell werden ließ. Adams löste dieses Problem zumindest zum Teil über die Vinyl-Pressung, welche auf der vierten Seite mit fünf (auf dem CD-Album nur als limitierte Auflage erschienenen) weit weniger kommerziellen Stücke aufwartete, die das Gesamtalbum sehr viel plastischer werden ließen. Nach Gold nahm Adams 2001 noch gleich fünf weitere Alben auf: 48 Hours, The Suicide Handbook, Pinkhearts 1 & 2 und Swedish Sessions. Diese Alben wurden allerdings (bis heute) nicht veröffentlicht. Entsprechend ranken sich verschiedene Mythen um sie. Lost Highway veröffentlichte die Alben nicht, da man befürchtete, dass sie sich nicht gut verkaufen würden.
2002 erschien dann das Album Demolition, das im Prinzip kein eigenständiges Album darstellt. Es ist vielmehr eine Zusammenfassung der nicht veröffentlichten Platten. Musikalisch bezeichnet es den Wendepunkt seiner bisherigen musikalischen Laufbahn. Zum einen enthält es mehrere rockigere Songs wie Nuclear oder Starting To Hurt, und ferner entwickelt sich Adams’ Stimme bereits merklich hin zur Kopfstimme, die den Charakter aller bisher nachgefolgten Alben prägt. Dennoch erntete das Album eher zurückhaltende Zustimmung bei Kritikern und Fans.

### Rock’n’Roll und Bühnenunfall
Durch den nur mäßigen kommerziellen Erfolg von Demolition stand Adams von Seiten der Plattenfirma in der Folge unter Druck. Ende 2003 erschien das Album Rock’n Roll, das er angeblich innerhalb von nur einer Woche aufgenommen hatte. Schon vom Namen her signalisierte es den von der Plattenfirma geforderten „positiven“, sehr rockigen Stil. Die hohen Erwartungen des Labels wurden allerdings nicht ganz erfüllt. Zwar verkaufte sich die Single So Alive recht gut, das Album konnte aber nicht ganz an die Erfolge von Gold anknüpfen. Im Zwei-Monats-Abstand erschienen noch die EPs Love Is Hell Pt. 1 und Love Is Hell Pt. 2. Diese EPs – jeweils in der Länge eines Original-Albums – wollte die Plattenfirma zunächst nicht auf den Markt bringen, Adams hatte sich aber das Recht zur Veröffentlichung als „Gegenleistung“ für das stilistische Entgegenkommen beim Album zusichern lassen. Love Is Hell Pt. 1 und Love Is Hell Pt. 2 waren zwar kommerziell nicht überaus erfolgreich, erhielten aber deutlich bessere Kritiken als das Album selbst. Anders als auf Rock’n Roll gab es hier neben den rockigen – manche sagen: dahingeschluderten – Liedern auch ruhigere, fragile, zum Teil auch wieder melancholische Stücke. Insgesamt stellten sie stilistisch wieder eine Anknüpfung an Gold dar. Eines der bekanntesten Lieder des Albums ist das Oasis-Cover Wonderwall, das durch die amerikanische Serie O.C., California große Bekanntheit erlangte.
Außerdem wurde 2003 das Album We Are Fuck You der Hardcore-Punkband The Finger veröffentlicht, die er mit seinem Freund Jesse Malin gegründet hatte und bei der er unter dem Namen ‚Warren Peace‘ (Wortspiel aus War and Peace; dt. Krieg und Frieden) Gitarre spielte. Bei diesem Album handelte es sich um eine Zusammenfassung der beiden EPs We Are Fuck You und Punk’s Dead Let’s Fuck, die die Band veröffentlicht hatte.
2004 wurden dann die Stücke der beiden Love Is Hell-EPs (bis auf zwei Bonus-Tracks) noch auf einem eigenen Album veröffentlicht. Zunächst erschienen keine weiteren Platten, da sich Adams bei der Tournee zu Rock’n Roll das Handgelenk brach, als er beim Liverpooler Konzert unter starkem Whiskey-Einfluss von der Bühne stürzte (Januar 2004). Daraufhin musste er die restlichen Konzerte seiner Europatour absagen.

### Die Zeit mit The Cardinals
2005 erschien dann das Doppelalbum Cold Roses, das Adams mit seiner neu formierten Band Ryan Adams and the Cardinals aufnahm. Es stellte eine Rückbesinnung zum Country/Rock dar und wurde von Seiten der Fans und Kritiker sehr gelobt. Das Album wurde sehr erfolgreich und seine Verkaufszahlen stellten die Plattenfirma endlich zufrieden. Die Europatournee 2005 wurde abgesagt, da Adams an einer schweren Ohreninfektion litt. Im Herbst 2005 erschien dann noch Jacksonville City Nights, das September heißen sollte. Dieses Album war noch Country-lastiger als sein Vorgänger und erhielt durchweg gute Kritiken.
Anfang 2006, in den USA noch 2005, erschien 29. Dieses Album stammte noch aus dem Jahr 2004 und wurde von Ethan Johns produziert, der auch schon für Gold und Heartbreaker die Produktion gemacht hatte. Anders als Jacksonville City Nights und Cold Roses war dies ein völliges Solowerk ohne The Cardinals. Es ähnelte zum Teil Love is Hell, hatte aber auch wieder viele Country-Elemente. Von den Kritikern wurde das Album durchwachsen aufgenommen.
Damit hatte Adams drei Alben in einem Jahr veröffentlicht, von denen allerdings nur das erste kommerziell erfolgreich war. 2006 produzierte er das Album Songbird des Outlaw-Country-Musikers Willie Nelson, für das er den Song Blue Hotel schrieb und mit den Cardinals auch die Instrumentalbegleitung einspielte.
Am 22. Juni 2007 veröffentlichte Adams sein neuntes Studioalbum Easy Tiger, das ihm seine bisher höchsten Chartplätze international einbrachte und an den Erfolg seines Albums Gold heranreichte. Auch von den Kritikern – besonders in den USA – wurde das Album eher positiv aufgenommen. Musikalisch bietet das Album eine große Bandbreite von Adams’ Schaffen, neben Rock-Songs wie Halloweenhead waren auch Country-Rock-Songs und Piano-Balladen vertreten.
Am 23. Oktober 2007 erschien eine EP mit dem Namen Follow the Lights, die live im Studio aufgenommene Songs aus Adams’ älteren Alben und neue Songs beinhaltete. Die EP umfasst insgesamt sieben Tracks und wurde nicht in Europa veröffentlicht. Im Gegenzug erschien aber am 9. November 2007 eine EP, die den Song Everybody Knows von dem Album Easy Tiger als zusätzlichen Song beinhaltet. Die restlichen Lieder sind dieselben wie auf Follow the Lights.
Am 28. Oktober 2008 erschien das Album Cardinology. Seit 2008 nannte sich die Band schlicht „The Cardinals“, um der gleichberechtigten Zusammenarbeit beim Schreiben und Spielen der Musik Rechnung zu tragen.

### Cardinals-Austritt und heute
Adams kündigte am 14. Januar 2009 an, seine Band nach der Finalshow am 20. März zu verlassen. Aufgrund seiner schweren Erkrankung im Innenohr (Morbus Menière) entschied er sich damals außerdem, zukünftig nicht mehr auf Tournee zu gehen. Im März 2010 veröffentlichte Ryan Adams sein neues Studioalbum Orion, das er selbst der Richtung Metal zuordnet. Später veröffentlichte er ein 2006 zusammen mit den Cardinals aufgenommenes Album namens III/IV. Ferner kündigte er an, ein weiteres früher aufgenommenes Album namens Blackhole zu veröffentlichen.
Im Sommer und Herbst 2011 war er auf Europatournee. Ebenfalls 2011 erschien sein 13. Studioalbum Ashes & Fire. Von Kritikern wurde das Album hoch gelobt, es sei sein „bestes Soloalbum seit einer Dekade“, die Musik „klingt nach weitem Land und klarer Luft, was Ryan Adams umso jünger wirken lässt“. Auch musikalisch ist das Album eine Rückbesinnung auf Adams’ Frühstil, mit spärlichem Einsatz der Kopfstimme und starkem Country-Einfluss. Der Kritiker Jamie Crossan verwies auf die Ähnlichkeit mit Heartbreaker (2000), die Zeitschrift Rolling Stone fügte hinzu, dass der „Schmerz“ des Gesangs nun aber eine „Aussicht auf Linderung“ beinhalte. Kommerziell gehört Ashes & Fire zu Adams’ erfolgreichsten Alben.
2013 gründete Ryan Adams zusammen mit Johnny T. Yerington und Leah Hennessey eine Punkrockband namens Pornography, die zusammen das Album 7 Minutes in Heaven aufnahm.
Nach seinem Auftritt in der Royal Albert Hall 2013 kündigte er ein weiteres Album mit neuer Band aufzunehmen. Das mit seinem Namen betitelte Album von 2014 wurde von den Musikkritikern der Süddeutschen Zeitung als „Singer-Songwriter Album des Jahres“ herausgehoben. Der Musiker habe zuvor seine Morbus-Menière-Symptome mit Hilfe eines Hypnotherapeuten und medizinischem Marihuana in den Griff bekommen.
Im September 2015 veröffentlichte Adams 1989, ein vollständiges Cover des gleichnamigen Albums von Taylor Swift.
Für das Jahr 2019 kündigte Adams drei Alben an. Das erste mit dem Titel Big Colors sollte im April erscheinen. Die Veröffentlichung unterblieb, nachdem die New York Times über Vorwürfe emotionalen und sexuellen Missbrauchs berichtete.

## Privatleben
Von 2009 bis 2016 war Adams mit der Sängerin Mandy Moore verheiratet. 2014 war Adams kurzzeitig mit der Musikerin Phoebe Bridgers liiert. 2016 bis 2018 war er mit Megan Butterworth verlobt. 2019 veröffentlichte die New York Times Vorwürfe emotionalen und sexuellen Missbrauchs, die Moore, Bridgers, Butterworth und vier weitere Frauen gegen Adams erhoben. Adams wies die Anschuldigungen zunächst zurück. Im Juli 2020 veröffentlichte die Daily Mail eine Entschuldigung Adams’, in der er außerdem erwähnt, er habe sich professionelle Hilfe für seine psychischen Probleme und seine Suchtkrankheit geholt.

## Diskografie

### Studioalben
| Jahr | Titel               | Höchstplatzierung, Gesamtwochen, AuszeichnungChartplatzierungen (Jahr, Titel, Platzierungen, Wochen, Auszeichnungen, Anmerkungen) | Höchstplatzierung, Gesamtwochen, AuszeichnungChartplatzierungen (Jahr, Titel, Platzierungen, Wochen, Auszeichnungen, Anmerkungen) | Höchstplatzierung, Gesamtwochen, AuszeichnungChartplatzierungen (Jahr, Titel, Platzierungen, Wochen, Auszeichnungen, Anmerkungen) | Höchstplatzierung, Gesamtwochen, AuszeichnungChartplatzierungen (Jahr, Titel, Platzierungen, Wochen, Auszeichnungen, Anmerkungen) | Höchstplatzierung, Gesamtwochen, AuszeichnungChartplatzierungen (Jahr, Titel, Platzierungen, Wochen, Auszeichnungen, Anmerkungen) | Anmerkungen                              |
| Jahr | Titel               | DE | AT | CH | UK | US | Anmerkungen                              |
| ---- | ------------------- | --- | --- | --- | --- | --- | ---------------------------------------- |
| 2000 | Heartbreaker        | — | — | — | UK— SilberUK | US140 (1 Wo.)US | Erstveröffentlichung: 5. September 2000  |
| 2001 | Gold                | DE51 (9 Wo.)DE | — | — | UK20 Gold · (15 Wo.)UK | US59 (9 Wo.)US | Erstveröffentlichung: 25. September 2001 |
| 2002 | Demolition          | DE83 (1 Wo.)DE | — | — | UK22 Silber · (3 Wo.)UK | US28 (5 Wo.)US | Erstveröffentlichung: 24. September 2002 |
| 2003 | Rock N Roll         | DE71 (1 Wo.)DE | — | — | UK41 (2 Wo.)UK | US33 (4 Wo.)US | Erstveröffentlichung: 4. November 2003   |
| 2004 | Love Is Hell        | — | — | — | UK68 (1 Wo.)UK | — | Erstveröffentlichung: 4. Mai 2004        |
| 2005 | 29                  | DE57 (2 Wo.)DE | AT73 (1 Wo.)AT | — | UK91 (1 Wo.)UK | US144 (3 Wo.)US | Erstveröffentlichung: 20. Dezember 2005  |
| 2007 | Easy Tiger          | DE63 (1 Wo.)DE | — | CH60 (1 Wo.)CH | UK18 (2 Wo.)UK | US7 (11 Wo.)US | Erstveröffentlichung: 26. Juni 2006      |
| 2010 | Orion               | — | — | — | — | — | Erstveröffentlichung: 18. Mai 2010       |
| 2011 | Ashes & Fire        | DE34 (1 Wo.)DE | AT45 (2 Wo.)AT | CH38 (1 Wo.)CH | UK9 (4 Wo.)UK | US7 (7 Wo.)US | Erstveröffentlichung: 10. Oktober 2011   |
| 2014 | Ryan Adams          | DE30 (2 Wo.)DE | AT40 (1 Wo.)AT | CH34 (2 Wo.)CH | UK6 (5 Wo.)UK | US4 (7 Wo.)US | Erstveröffentlichung: 9. September 2014  |
| 2015 | 1989                | — | — | CH58 (1 Wo.)CH | UK19 (5 Wo.)UK | US7 (10 Wo.)US | Erstveröffentlichung: 21. September 2015 |
| 2017 | Prisoner            | DE16 (2 Wo.)DE | AT23 (1 Wo.)AT | CH19 (2 Wo.)CH | UK3 (3 Wo.)UK | US8 (3 Wo.)US | Erstveröffentlichung: 17. Februar 2017   |
| 2020 | Wednesdays          | DE13 (1 Wo.)DE | AT53 (1 Wo.)AT | CH45 (1 Wo.)CH | — | — | Erstveröffentlichung: 11. Dezember 2020  |
| 2021 | Big Colors          | DE38 (2 Wo.)DE | — | — | — | — | Erstveröffentlichung: 11. Juni 2011      |
| 2022 | Chris               | — | — | — | — | — | Erstveröffentlichung: 1. April 2022      |
| 2022 | Romeo and Juliet    | — | — | — | — | — | Erstveröffentlichung: 25. April 2022     |
| 2022 | FM                  | — | — | — | — | — | Erstveröffentlichung: 22. Juli 2022      |
| 2022 | Devolver            | — | — | — | — | — | Erstveröffentlichung: 23. September 2022 |
| 2022 | Nebraska            | — | — | — | — | — | Erstveröffentlichung: 7. Dezember 2022   |
| 2022 | Blood On The Tracks | — | — | — | — | — | Erstveröffentlichung: 26. Dezember 2022  |
| 2023 | Morning Glory       | — | — | — | — | — | Erstveröffentlichung: 14. April 2023     |
| 2024 | Heatwave            | — | — | — | — | — | Erstveröffentlichung: 1. Januar 2024     |
| 2024 | Star Sign           | — | — | — | — | — | Erstveröffentlichung: 1. Januar 2024     |
| 2024 | Sword & Stone       | — | — | — | — | — | Erstveröffentlichung: 1. Januar 2024     |
| 2024 | 1985                | — | — | — | — | — | Erstveröffentlichung: 1. Januar 2024     |

Weitere Alben
- 2003: We Are Fuck You (mit The Finger)
- 2013: 7 Minutes in Heaven (mit Pornography)

### Livealben
| Jahr | Titel                                | Höchstplatzierung, Gesamtwochen, AuszeichnungChartsChartplatzierungen (Jahr, Titel, Platzierungen, Wochen, Auszeichnungen, Anmerkungen) | Anmerkungen                          |
| Jahr | Titel                                | US | Anmerkungen                          |
| ---- | ------------------------------------ | --- | ------------------------------------ |
| 2004 | Live at Carnegie Hall                | US125 (1 Wo.)US | Erstveröffentlichung: 21. April 2015 |
| 2004 | Ten Songs from Live at Carnegie Hall | US113 (1 Wo.)US | Erstveröffentlichung: 9. Juni 2015   |

Weitere Livealben
- 2023: Return to Carnegie Hall
- 2024: Prisoners (Live)

### EPs
| Jahr | Titel              | Höchstplatzierung, Gesamtwochen, AuszeichnungChartplatzierungen (Jahr, Titel, Platzierungen, Wochen, Auszeichnungen, Anmerkungen) | Höchstplatzierung, Gesamtwochen, AuszeichnungChartplatzierungen (Jahr, Titel, Platzierungen, Wochen, Auszeichnungen, Anmerkungen) | Anmerkungen                            |
| Jahr | Titel              | UK | US | Anmerkungen                            |
| ---- | ------------------ | --- | --- | -------------------------------------- |
| 2003 | Love Is Hell Pt. 1 | UK62 (1 Wo.)UK | US78 (1 Wo.)US | Erstveröffentlichung: 4. November 2003 |
| 2003 | Love Is Hell Pt. 2 | — | US171 (1 Wo.)US | Erstveröffentlichung: 9. Dezember 2003 |
| 2012 | iTunes Sessions    | — | US70 (1 Wo.)US | Erstveröffentlichung: 2012             |
| 2014 | Vampires           | — | US156 (1 Wo.)US | Erstveröffentlichung: 2014             |

Weitere EPs
- 2004: The Rescue Blues
- 2004: Moroccan Role
- 2009: Extra Cheese (Valentine's Day EP)
- 2014: 1984

### Singles
| Jahr | Titel Album                | Höchstplatzierung, Gesamtwochen, AuszeichnungChartsChartplatzierungen (Jahr, Titel, Album, Platzierungen, Wochen, Auszeichnungen, Anmerkungen) | Anmerkungen                              |
| Jahr | Titel Album                | UK | Anmerkungen                              |
| ---- | -------------------------- | --- | ---------------------------------------- |
| 2001 | New York, New York Gold    | UK52 (2 Wo.)UK | Erstveröffentlichung: 26. November 2001  |
| 2002 | Answering Bell Gold        | UK39 (2 Wo.)UK | Erstveröffentlichung: 2002               |
| 2002 | Nuclear Demolition         | UK37 (2 Wo.)UK | Erstveröffentlichung: 16. September 2002 |
| 2004 | So Alive Rock N Roll       | UK21 (2 Wo.)UK | Erstveröffentlichung: 19. Januar 2004    |
| 2004 | Nuclear Love Is Hell Pt. 1 | UK27 (2 Wo.)UK | Erstveröffentlichung: 28. Juni 2004      |

Weitere Singles
- 2003: Hey Parker It’s Christmas
- 2004: This Is It
- 2005: Let It Ride
- 2005: Easy Plateau
- 2007: Two
- 2007: Halloweenhead
- 2007: Everybody Knows
- 2008: Fix It
- 2009: Magick
- 2011: Empty Room
- 2011: Lucky Now
- 2011: Chains of Love
- 2014: Gimme Something Good
- 2015: Stay With Me
- 2015: Bad Blood (Original: Taylor Swift)
- 2016: Do You Still Love Me?
- 2016: To Be Without You
- 2016: Doomsday
- 2018: Baby I Love You
- 2019: Fuck The Rain

### Boxsets
- 2012: Live After Deaf
- 2015: Live at Carnegie Hall

## Einzelbelege
1. ↑  Ryan Adams. Abgerufen am 11. August 2025.
2. ↑  Ryan Adams Cancels Tour: Ryan Adams : Rolling Stone. Archiviert vom Original am 13. Oktober 2007; abgerufen am 11. August 2025.
3. ↑  Jack Tregoning: Ryan Adams tells FL „I'm not quitting“. Faster Louder, 20. Januar 2009, archiviert vom Original am 30. Dezember 2012; abgerufen am 12. November 2023 (englisch).
4. ↑  Ryan Adams quits The Cardinals. NME, 14. Januar 2009, abgerufen am 12. November 2023 (englisch).
5. ↑  Tim Chester: Album Review: Ryan Adams – ‘Ashes & Fire’. NME, 7. Oktober 2011, abgerufen am 12. November 2023 (englisch).
6. ↑  Michael Pilz: Ryan Adams besingt die eigene Auferstehung. Die Welt, 17. Oktober 2011, abgerufen am 21. November 2012.
7. ↑  Birgit Fuß: Ashes & Fire. Ryan Adams. Rolling Stone, 6. Oktober 2011, abgerufen am 21. November 2012.
8. ↑  Claire Lobenfeld: Pornography (Ryan Adams) – “Last Nite At The Opera”. Stereogum, 18. März 2013, abgerufen am 18. Oktober 2023 (englisch).
9. ↑  Ben Kaye: Ryan Adams to preview new album at first full-band show in four years. Consequence, 12. März 2013, abgerufen am 18. Oktober 2013 (englisch).
10. 1 2  Felix Reek, Thierry Backes, Bernd Graff: Unsere Alben des Jahres. Süddeutsche Zeitung, 15. Dezember 2014, abgerufen am 16. Dezember 2014.
11. ↑  Chris Deville: Ryan Adams Announces 1989 Release Date. Stereogum, 17. September 2015, abgerufen am 25. September 2015 (englisch).
12. ↑  Veröffentlichung von Ryan-Adams-Album gestoppt. Missbrauchsvorwürfe. Der Spiegel (online), 15. Februar 2019, abgerufen am 12. November 2023.
13. ↑  Ryan Adams. Abgerufen am 11. August 2025.
14. ↑  Emily Blackwood: Who Is Megan Butterworth? YourTango, 16. Februar 2019, abgerufen am 23. Januar 2021 (englisch).
15. ↑  Ryan Adams Accused of Sexting a Minor, Emotionally Abusing Multiple Women. In: Paste Magazine. Abgerufen am 11. August 2025 (amerikanisches Englisch).
16. ↑  Joe Coscarelli, Melena Ryzik: Ryan Adams Dangled Success. Women Say They Paid a Price. (Published 2019). In: The New York Times. 13. Februar 2019, ISSN 0362-4331 (nytimes.com [abgerufen am 23. Januar 2021]).
17. ↑  Ryan Adams: EXCLUSIVE: 'I will never be off the hook for my harmful behavior.' Musician Ryan Adams breaks his silence, reveals he's sober and pens a stunning apology in response to #MeToo allegations against him, including from ex-wife Mandy Moore. Daily Mail, 3. Juli 2020, abgerufen am 23. Januar 2021.
18. ↑  Thilo Eggerbauer: "Ich verstehe, dass es kein Zurück gibt". Entschuldigungsbrief von Ryan Adams. Süddeutsche Zeitung, 7. Juli 2020, abgerufen am 23. Januar 2021.
19. 1 2 3 4  Chartquellen: DE AT CH UK US
20. ↑  Auszeichnungen für Musikverkäufe: UK

| Personendaten    | Personendaten                          |
| ---------------- | -------------------------------------- |
| NAME             | Adams, Ryan                            |
| ALTERNATIVNAMEN  | Adams, David Ryan (vollständiger Name) |
| KURZBESCHREIBUNG | US-amerikanischer Singer-Songwriter    |
| GEBURTSDATUM     | 5. November 1974                       |
| GEBURTSORT       | Jacksonville, North Carolina           |